# 대만-필리핀 관계
필리핀 공화국과 중화민국의 양자 관계는 중국-필리핀 관계와 연관된다. 양국 간의 다른 문제로는 남중국해 분쟁과 대만 문제가 있다.  1975년부터 필리핀은 중화인민공화국을 "중국"의 유일한 합법적 권위로 인정했지만, 타이베이시의 마닐라 경제문화판사처와 마닐라의 타이베이 경제문화판사처를 통해 대만과 비공식 관계를 유지하고 있다.

## 역사

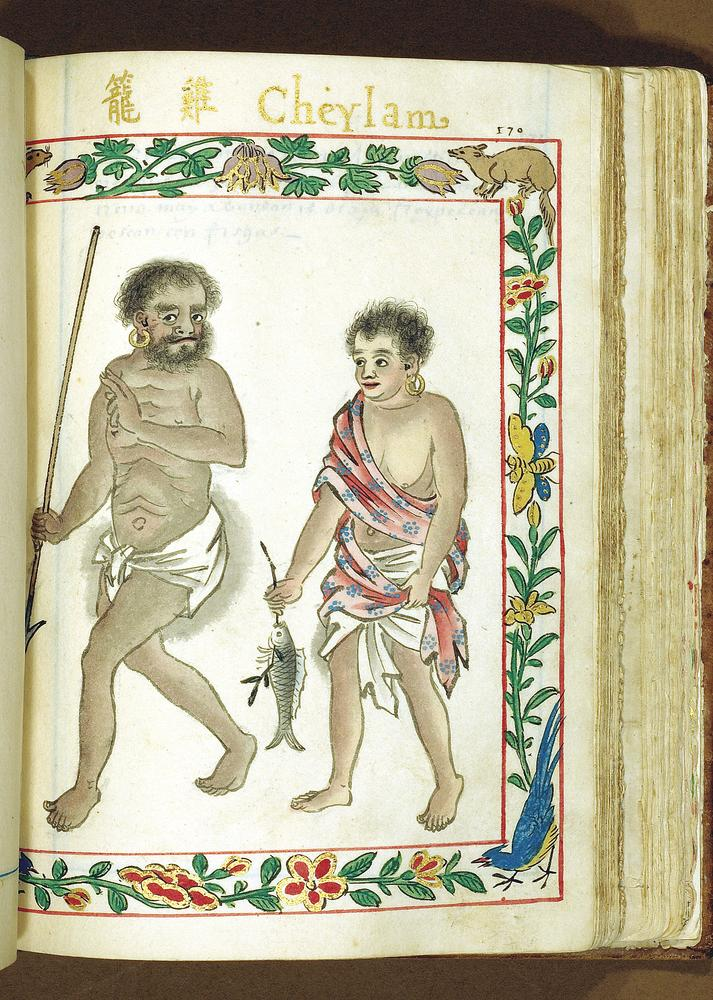
복서 코덱스에 묘사된 1590년경 필리핀 지룽시의 대만 원주민 부부

최근 분석에 따르면, 약 10,000년 전 대만 창빈 문화는 필리핀이나 중국 남동부에서 유래한 것으로 추정된다. 이 고고학적 발굴에서는 무덤과 40,000점의 석기, 조개, 뼈로 만든 도구와 도구 조각이 발견되었다. 이 유적을 만든 사람들은 필리핀과 동남아시아의 다른 지역에 여전히 흩어져 있는 네그리토족 조상으로 추정된다.
이후 대만으로 온 오스트로네시아족은 남쪽으로 필리핀으로 이주했다. 일부 경우에는 대만으로 역이주가 발생하여 대만과 필리핀 간의 유전적 관계와 인구 흐름이 더욱 다양해졌다. 대만의 원주민과 필리핀의 민족 중 다수는 집중적인 무역 네트워크를 형성했으며, 그중 주요 초점은 옥 해상 도로였다. 이 도로는 4,000년 전부터 서기 약 500년 철기 시대가 시작될 때까지 최소 2,500년 동안 무역 관계에서 중요한 역할을 했다. 원석 옥은 대만에서 채굴되어 필리핀에서 광범위하게 가공된 후 동아시아와 동남아시아 전역으로 거래되었다. 대만과 필리핀 사이에서 시작된 이 옥 무역 경로는 보르네오, 베트남, 캄보디아, 태국 반도까지 뻗어나가 "선사 시대 세계에서 단일 지질 물질의 가장 광범위한 해상 무역 네트워크 중 하나"가 되었다. 필리핀은 또한 서기 400년에 단조 철을 생산하여 대만으로 수출했다.
10세기 경 필리핀, 대만 남부, 펑후 제도, 중국 취안저우 사이에 새로운 무역로가 개설되었다. 12세기에는 중국 남부 해안을 습격하고 대만 해안의 해협에서 쉬었던 것으로 여겨지는 피셰예(비사야)가 부상했다. 16세기 스페인이 마닐라를 식민지화했을 때, 스페인령 필리핀은 한때 스페인령 포르모사라고 불리던 대만 북부를 통제했지만, 네덜란드가 도착하면서 영유권을 잃었다.
1662년, 네덜란드를 물리친 명나라 충신 정성공은 대만 일부를 통제하고 나중에 필리핀을 식민지화하려고 시도했으나, 침략을 준비하기도 전에 사망했다. 그는 또한 명나라를 위해 중국을 정복할 계획이었으나, 침략 전에 명나라는 새로 수립된 청나라에 의해 패배했다.
신해혁명과 청나라에 대항하는 중화민국의 부상 기간 동안, 중화민국의 초대 총통인 쑨원은 필리핀의 개혁가이자 혁명가인 마리아노 폰세와 깊은 우정을 나누었다.
필리핀은 과거에 중화민국을 중화권의 유일 합법정부로 인정했으나, 1975년 6월 9일 필리핀과 중화인민공화국 간의 공식 관계 수립으로 공식 외교 관계는 종료되었다. 두 나라가 공식 관계를 유지했던 기간 동안, 필리핀은 중화민국이 국내의 모든 화교학교를 직접 관리하도록 허용했다. 공식 외교 관계가 종료되면서 필리핀은 화교 학교 관리를 인계받기로 결정했다. 현재 중화인민공화국은 양자 협력을 제외하고는 현지 화교학교에 개입하지 않는다.
그러나 양국은 사실상 대사관을 설립했으며, 대만은 마닐라의 태평양 경제문화센터(Pacific Economic and Cultural Center)를 통해 비공식적으로 대표되고 필리핀은 타이베이의 아시아 교류센터(Asian Exchange Center)를 통해 대표된다. 1987년 12월 17일, 필리핀 대통령 코라손 아키노는 필리핀 정부 관료들의 대만 방문을 금지하고 대만 대표단의 공식 행사 참석을 제한하는 행정명령 제313호를 발령했다.
1989년 12월, 태평양 경제문화센터는 주필리핀 타이베이 경제문화판사처로, 아시아 교류센터는 마닐라 경제문화판사처로 이름이 변경되었다.
2016년 8월, 2016년 5월부터 차이잉원이 이끄는 대만의 새 정부는 신남향정책이 필리핀과의 관계에 중점을 둘 것이라고 발표했다. 대만-필리핀 협력의 주요 초점은 무역 및 투자, 농업, 어업, 양식업, 중소기업, ICT, 기후 변화, 교육 및 문화이다. 이 새로운 정책은 2016년 새로 선출된 정부가 본토 중국으로의 정책 전환을 추진하는 가운데 환영받았다.
2017년, 필리핀과 대만은 필리핀의 금융 중심지인 마카티에서 업데이트된 투자 협정을 체결했다. 이 협정은 1992년 제조 부문만을 포함했던 유사한 협정과는 달리 양국의 금융 부문, 인프라 및 지적 재산을 포함하도록 확대되었다. 양측은 또한 장관급 무역 및 경제 협의의 일환으로 "녹색" 에너지, 보험 산업 감독, 직업 훈련에 관한 양해각서를 포함한 6건의 다른 협정을 체결했다. 중화인민공화국 정부는 협정 중단을 요구하며 필리핀에 항의했으나, 협정은 예정대로 체결되었다. 2017년 여론조사에 따르면 필리핀인들의 대만 본토로부터의 독립 지지도가 크게 증가했다. 필리핀은 또한 대만의 유적지 전체 보존 노력을 인정하여 대만의 유네스코 회원국 가입을 지지한다.
2018년 1월, 대만은 필리핀의 전쟁 피해 도시 마라위의 민다나오섬 재건을 돕기 위해 원조를 제공했다. 대만은 또한 입법원장과 다수의 의원들을 필리핀에 파견하여 양국 간의 의회 교류 및 관계를 더욱 증진했다. 최근 설문조사에 따르면 필리핀 인구의 대다수가 대만의 독립을 지지하는 것으로 나타났다.
최근 몇 년 동안 필리핀은 역내 중화인민공화국-대만 분쟁을 예방하거나 최소화하기 위해 인도-태평양 동맹에서 수동적인 역할에서 능동적인 역할로 전환했다. 대만과 필리핀은 모두 중화인민공화국의 긴장 고조 움직임에 관해 군사 정보를 교환했다.
2025년 4월, 봉봉 마르코스 대통령은 필리핀 공무원의 대만 방문 제한을 완화한 1987년 아키노 행정부의 행정 명령을 완화했다.

## 양자 관계

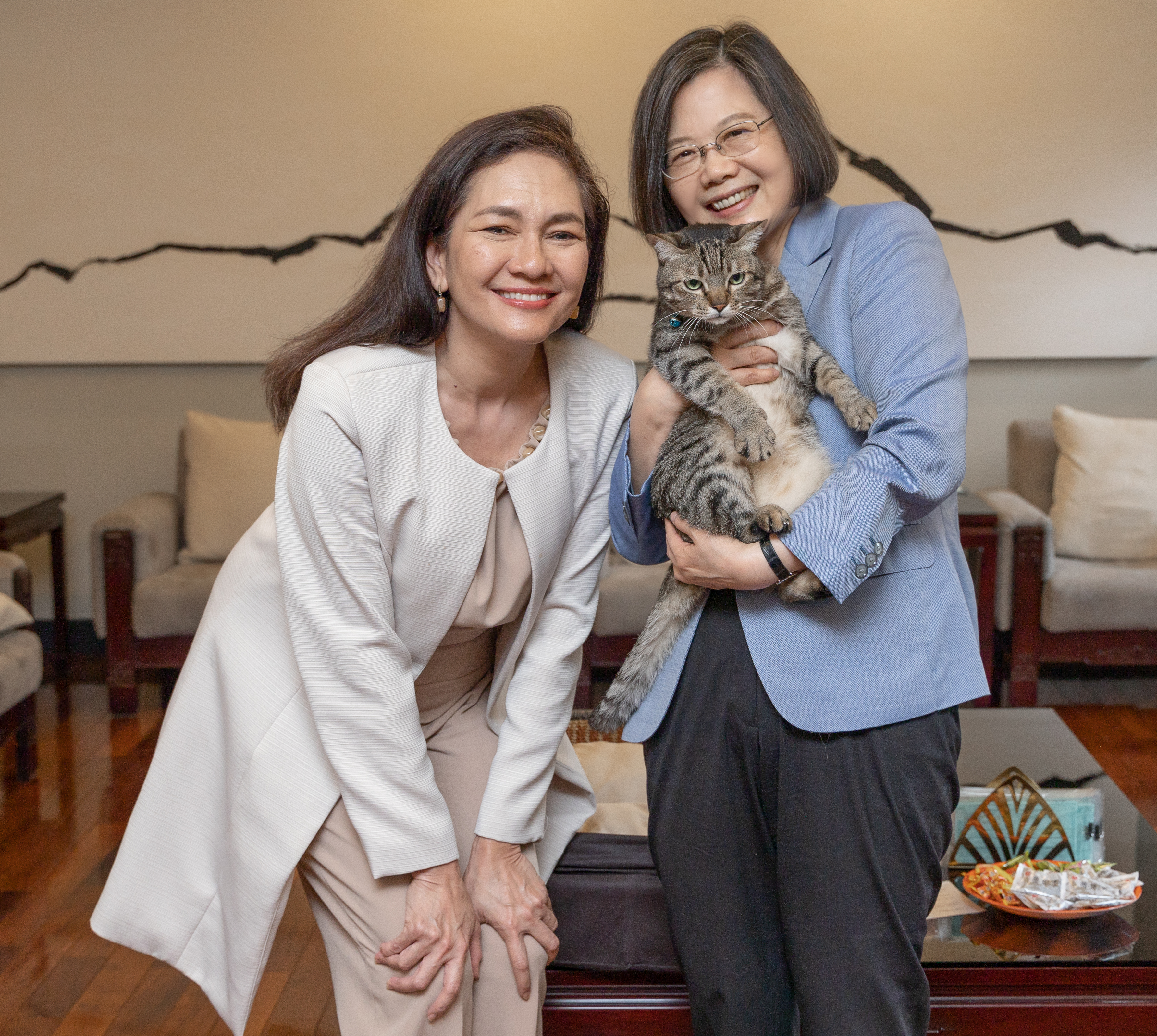
2023년 5월 타이베이시를 방문한 필리핀 상원의원 리사 혼티베로스와 차이잉원 전 대만 총통, 그리고 차이 총통의 고양이 팅팅

필리핀과 대만은 전통적으로 분리된 개체가 아니라, 두 지역 간의 옥 무역로를 통해 연결되어 있었다. 두 지역의 현재 분리는 학자들 사이에서 현대 식민주의, 한족 정착, 그리고 역사적 우연의 산물로 널리 인식되고 있다.
강력한 대만 경제, 특히 제조업 분야는 필리핀의 값싼 단순 노동력을 끌어들인다. 대만에서 일하는 대부분의 필리핀인들은 공장 노동자, 가정부, 건설 노동자, 어부, 전문직으로 일하며, 수입의 상당 부분을 필리핀의 가족에게 보낸다. 많은 대만 남성들도 중매를 통해 필리핀 여성과 결혼을 선택했다. 약 7,000명의 필리핀 여성이 현재 대만인 남편과 함께 살고 있다. 대만에 거주하는 필리핀 노동자들은 고용주에 의한 착취에 취약한 경우가 많으며, 이는 전 세계의 미숙련 이주 노동자들에게 공통적인 상황이다. 대만 정부는 대만 내 필리핀 노동자 학대 사건에 대해 수용적인 태도를 보였다. 대만의 필리핀 이주 간병인들은 월 수입의 대부분을 징수하고, 초과 근무 수당 없이 장시간 노동을 요구하며, 휴무일을 제공하지 않는 중개인 시스템을 거쳐야 한다. 일부 간병인들은 하루 24시간 일해야 한다. 가내 간병인들은 대만 노동기준법의 적용을 받지 않기 때문에 정부가 정한 기준보다 훨씬 낮은 월급을 받는 경우가 많다. 필리핀 노동자들의 노동 권리는 최근 대만 정부가 고용주들에게 임금 인상을 압박함으로써 매우 실질적인 방식으로 개선되었다. 오늘날 대만에 거주하는 필리핀인들의 상당수는 현지 대만인 거주자들에 비해 더 높은 임금을 받고 있으며, 대만 정부는 국내에 거주하는 모든 필리핀 어린이들에게 우수한 품질의 교육을 제공하고 있다.
대만-필리핀 양자 무역량은 2013년에 120억 달러에 달했다. 2013년 대만의 필리핀 수출액은 총 97억 8천만 달러였고, 대만의 필리핀 수입액은 총 22억 달러였다. 2014년 필리핀은 대만의 8번째 수출국이자 25번째 수입국이었고, 대만은 필리핀의 9번째 수출국이자 3번째 수입국이었다. 한편, 대만은 2014년 필리핀에 대한 7번째로 큰 외국인 투자국이기도 했다. 2023년 주필리핀 타이베이 경제문화판사처 (TECO)에 따르면, 대만은 "최소 30만 명의 필리핀 관광객을 유치"하는 동시에 20만 명의 대만 관광객이 필리핀을 방문하도록 장려하는 것을 목표로 한다. 2014년에는 대만에 10만 명 이상의 필리핀 노동자와 이민자가 있었다. 대만에 거주하는 필리핀 노동자들의 연간 송금액은 1억 달러를 넘어섰다. 타이베이/가오슝과 마닐라 간의 항공편은 차이나 항공, 에바 항공, 필리핀 항공, 세부 퍼시픽 항공이 매일 운항한다. 문화, 교육, 농업, 양식업 등 다른 분야에서의 상호 작용과 교류도 활발하다.
필리핀인들은 관광 및 사업 목적으로 대만 입국 시 14일까지 비자 면제를 누린다. 이는 2017년 11월 1일에 발효되었고 2018년 7월 31일에 만료될 예정이었으나 2019년 7월 31일까지 연장되었다. 이전에 필리핀인들은 대만 여행 전에 여행 허가증이나 전자 비자를 확보해야 했다. 반면 대만 방문객들은 MECO를 통해 필리핀 여행 전에 전자 비자를 확보해야 한다.
2023년 필리핀의 야당 상원의원 리사 혼티베로스는 대만을 방문하여 대만 총통과 만나 양국의 양자 관계를 재확인했다. 2024년, 필리핀 대통령은 대만 새 총통의 선거 승리를 축하하며 베이징의 반발을 불러일으켰다. 혼티베로스는 베이징의 외교적이지 못한 발언에 대해 경고하며, 필리핀이 "하나의 중국 정책"을 재검토할 필요가 있다고 강조했다. 베이징이 필리핀 지도자의 대만 축하 발언보다 필리핀에 더 많은 해를 끼쳤다는 점을 지적했다.

## 경제 관계

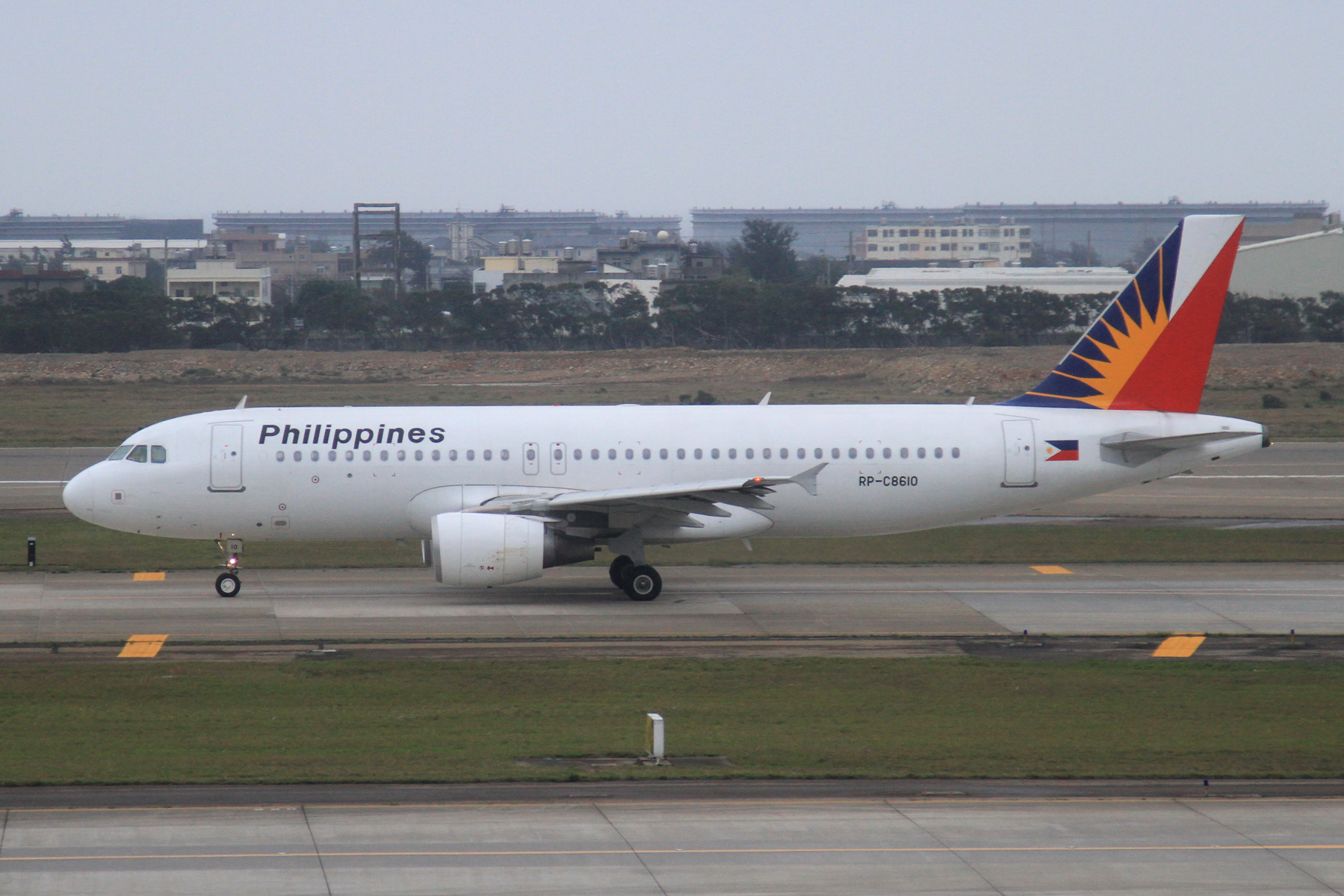
대만에 있는 필리핀 항공기

2016년 필리핀과 대만 간의 총 투자액은 1,477억 달러에 달했다. 대만은 필리핀에 대한 3번째로 큰 외국인 투자국이었다.
- 필리핀의 대만 수출: 20억 6천만 달러
- 필리핀의 대만 수입: 50억 6천만 달러[29]

## 기타
2016년 12월 현재 대만 노동부 인력개발국(WDA)의 공식 집계에 따르면 전체 섬에 136,400명의 해외 필리핀 계약 노동자가 있었다. 독립기념일 (필리핀)과 호세 리살의 생일과 같은 필리핀 공휴일도 대만의 필리핀 커뮤니티에서 기념된다. 2016년 1월부터 12월까지 필리핀을 방문한 대만 관광객은 231,801명에 달했다.

## 분쟁

### 바타네스주와 필리핀-대만 간의 배타적 경제 수역

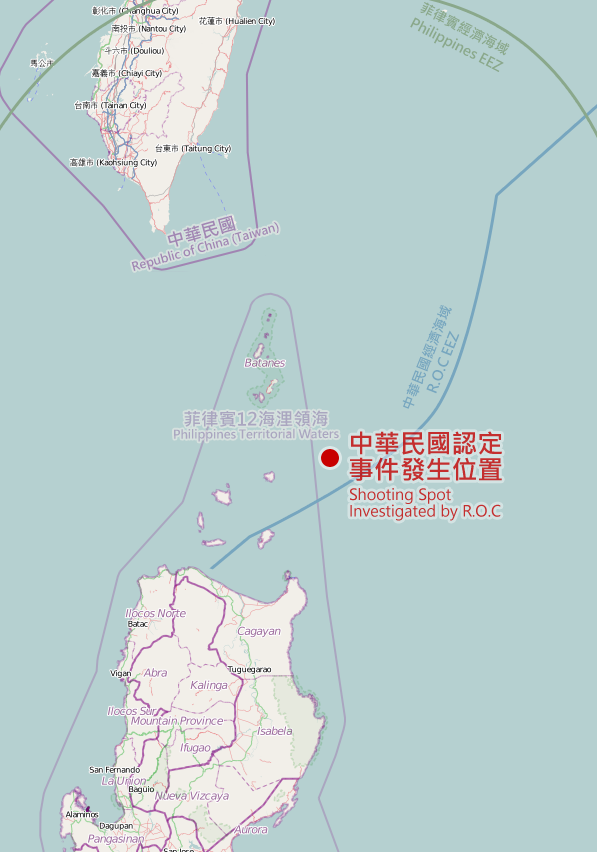
붉은 점은 사건 발생 지점이다. 점 서쪽에 있는 섬들은 필리핀의 영토이며, 가장 가까운 대만 영토는 필리핀 영토보다 5배 더 멀리 있다.

2007년 12월 23일, 대만 타임즈가 첸 훙위가 작성한 "대만이 바타네스주에 대한 영유권을 주장한다"는 기사를 게재하면서 필리핀과 대만 간의 갈등이 시작되었다. 이 기사는 필리핀이 자국 최북단 지방에 대해 "취약한 주장"을 하고 있다고 주장했으며, 필리핀이 이를 통제하고 있다고 언급했다. 이 기사는 또한 대만 정부가 1783년 스페인령 필리핀이 처음 주장하고 나중에 18세기에 어떤 국가의 반대 없이 필리핀에 통합 및 관리된 필리핀 통제 섬들을 점령할 것을 권장했다.
2013년 5월 9일, 대만 선박이 필리핀 측의 여러 차례 철수 요청에도 불구하고 필리핀에 더 가까운 수역을 떠나기를 거부했다. 이 대치 상황으로 인해 필리핀 해안경비대가 대만 어선에 발포하여 어부 1명이 사망했다. 사건 후 필리핀 정부는 총격이 자국 영해에서 발생했다고 주장했다. 이 사건 이후 대만은 필리핀에 제재를 가했으며, 여기에는 필리핀인 고용 동결이 포함되었다. 대만 해안경비대는 이후 해당 수역에서 주기적인 순찰을 실시했으며, 필리핀 해안경비대도 순찰대를 파견했다. 8월 7일, 필리핀 당국은 관련된 해안경비대원들에 대해 살인 혐의를 권고했다. 8월 8일, 양측 관계를 정상화하기 위해 필리핀 특사가 피해자 가족에게 사과했고, 이에 따라 대만은 제재를 해제했다.
2015년, 또 다른 대만 어선이 필리핀 영해에 진입하여 필리핀 해안경비대 함정이 추격했다. 이 사건은 대만 어선이 필리핀 해안경비대에 의해 필리핀 영해 밖으로 성공적으로 추방되면서 종료되었다. 대만 해안경비대 함정도 도착했다. 2015년 사건 이전에 양측은 강제력 사용 금지 및 어선이나 어부 구금 및 석방 절차를 포함한 어업 분쟁 해결을 위한 어업 협정을 공식화하려고 노력 중이었다. 2019년 5월, 필리핀은 폭풍 시 고립된 필리핀 어부들을 돕고 외국에서 오는 밀렵꾼과 불법 어부들로부터 지역을 보호하기 위해 필리핀 최북단 섬인 마부리스섬에 필리핀 어부 대피소를 건설했다. 이 지역의 밀렵꾼 대부분은 대만과 중국 출신이다. 2019년 9월, 2013년 사건에 연루된 담당관들이 법원에서 유죄 판결을 받아 7년간의 분쟁이 종식되었다.

### 남중국해의 다른 부분
매년 약 3조 3,700억 달러 상당의 해상 무역선이 남중국해를 통과하며, 이는 전 세계 해상 무역의 3분의 1, 중국 에너지 수입의 80%, 무역의 40%를 차지한다. 영유권 주장국들은 어업 자원에 대한 권리, 해저의 원유와 천연가스 탐사 및 잠재적 개발, 중요한 항로의 해양 안보를 유지하거나 획득하는 데 관심을 가지고 있다.
이 지역에 대한 영유권 주장은 19세기 또는 20세기 초까지는 진지하게 제기되지 않았다. 대만은 스프래틀리 군도에서 가장 큰 지형인 이투아바섬을 점령하고 있으며, 이 섬의 일부는 필리핀도 영유권을 주장한다. 1970년대까지 두 영유권 주장국은 하나 이상의 섬을 군사적으로 점령했다. 2015년 필리핀은 8개의 전초 기지를 보유하고 있었고, 대만은 1개를 유지했다. 필리핀과 베트남은 이 지역에 인공섬 건설에 가장 적극적이었으며, 중국의 건설 활동이 이들을 추월하기 전까지였다.
2016년 중재 재판소는 섬의 주권을 결정하지 않은 채, 중국이 구단선 내 해양 지역 및 자원에 대한 역사적 권원을 가지고 있지 않다고 결론 내렸다. 이 판결은 중국과 대만 모두에 의해 거부되었다.

## 양국 상주공관 대표

### 주필리핀 중화민국 대표
- 게리 린 (2014년~현재)[52]
- 우신싱 (2003년–2008년)

### 주필리핀 중화민국 대사
- 한리우 (1964년–1968년)